# ريكي ريك
ريكي ريك (بالإنجليزية: Ricky Rick)‏ هو كاتب أغاني ومغني أمريكي، ولد في 3 يونيو 1985 في مونتيري في المكسيك.